# Ахмад аль-Бадави
Ахма́д ибн Али́ аль-Бадави́ (араб. أحمد البدوي‎; Фес —  1276, Танта) — основатель суфийского тариката (религиозного братства), последователи которого по его имени именуются либо бадавитами, либо ахмадитами.

## Биография
Аль-Бадави обучался Корану, хадисам и фикху (исламское право). Затем озаботился проблемами тасаввуфа-суфизма, посетил могилы известных суфийских шейхов Абд аль-Кадира аль-Джилани (см. Кадырия) и Ахмада ар-Рифаи (см. Рифаия). Его духовным наставником был шейх Бадр ад-Дин Хасан аль-Магриби.
Большую часть своей жизни аль-Бадави провёл в Египетском городе Танта, в котором он и похоронен. Влиятельный мамлюкский султан Бейбарс I относился к нему с большим уважением.
Тарикат аль-Бадави играл большую роль в общественной жизни Египта и был вторым по распространённости, после шазилия, тарикатом в стране, однако за пределами Египта особого распространения не получил. Из-за того, что аль-Бадави был первым шейхом заговорившим о «Мухаммадовом свете», некоторые усматривают в этом тарикате признаки алавизма. Свою цепь духовной преемственности (силсила) бадавиты ведут от Али ибн Абу Талиба.